# Крутько, Николай Фёдорович
Николай Фёдорович Крутько (2 февраля 1923, Веркиевка, Черниговская губерния — 7 марта 1978, Курск) — советский учёный, государственный и политический деятель, доктор медицинских наук, профессор.

## Биография
Родился в 1923 году в селе Веркиевка. Член КПСС.
Образование высшее (окончил Курский государственный медицинский университет)
Участник Великой Отечественной войны в составе санитарно-контрольного пункта № 94 ОрВО.
С 1945 года — на хозяйственной, общественной и политической работе.
До 1959 гг. — аспирант, научный сотрудник, доцент Курского государственного медицинского института.
- В 1959—1978 гг. — заведующий кафедрой патофизиологии Курского государственного медицинского института[1].
- В 1959—1964 гг. — проректор Курского государственного медицинского института[1].
- В 1964—1978 гг. — ректор Курского государственного медицинского института[1].

Избирался депутатом Верховного Совета РСФСР 8-го созыва. Делегат XXIV съезда КПСС.
Умер в Курске в 1978 году.